# C20H34
化学式C20H34（摩尔质量：274.49 g/mol，不饱和度为4）可能指：
- 贝壳杉烷，CAS号：1573-40-6
- 惕各烷，CAS号：67707-87-3
- 扁枝烷（英语：Phyllocladane），ChemSpider ID：66423789
- 19-去甲孕烷，PubChem CID：53649607
- 1,3-二庚基苯，PubChem CID：13215622
- 十四烷基苯，CAS号：1459-10-5

|  | 这个同类索引页列出了具有相同分子式的化学物（即同分異構體）条目。 除非您是有意链接至本页，否则应将相应条目的内部链接指向正确的条目。 |